# Mein Leopold (film 1931)
Mein Leopold è un film del 1931 diretto da Hans Steinhoff. La sceneggiatura si basa sul lavoro teatrale omonimo del 1873 di Adolphe L'Arronge che venne adattato diverse volte per lo schermo.

## Produzione
Il film, che fu prodotto dalle berlinesi Majestic-Film GmbH e Orplid-Film GmbH, venne girato a Berlino e ad Amburgo.

## Distribuzione
Distribuito dalla Messtro-Film Verleih GmbH, uscì nelle sale cinematografiche tedesche il 18 dicembre 1931.

### Diverse versioni
- Mein Leopold, regia di Heinrich Bolten-Baeckers (1914)
- Mein Leopold, regia di Heinrich Bolten-Baeckers (1924)
- Mein Leopold, regia di Géza von Bolváry (1955)